# Alberto Gnerro
Alberto Gnerro (Cossato, 26 luglio 1969) è un arrampicatore italiano.
Pratica l'arrampicata in falesia e il bouldering e ha gareggiato nelle competizioni di difficoltà.

## Biografia
Inizia ad arrampicare nel 1986, dopo aver gareggiato per alcuni anni nello sci. L'anno successivo sale il suo primo 7c+ e nel 1988 il primo 8a lavorato, con la salita di Photo de voyage a Panacelle, in Francia.
Nel 1989 balza agli onori della cronaca per aver raggiunto il livello dell'8a a vista, con le salite di Margarina ad Andonno, En un combat douteux e Peine à jouir a Cimaï. L'8a a vista era stato raggiunto solo due anni prima da Antoine Le Menestrel con Samizdat, sempre a Cimaï. Nel 1989 sale anche la famosa via di 8b Sortilege a Cimaï e Noi ad Andonno, di 8b+. L'anno successivo riesce a vista su Outsider, 8a+ a Cornalba.
È al Tetto di Sarre, in Valle d'Aosta che apre le sue vie più difficili: L'Avaro di 8c+ nel 1998 e Ground Zero di 9a nel 2002.
Per quanto riguarda le competizioni ha partecipato alla Coppa del mondo lead di arrampicata dal 1990 al 2005, ottenendo come miglior risultato finale il 12º posto nella stagione 1996. Il suo miglior risultato di tappa è stato il quarto posto, ottenuto nella quarta prova della stagione 1993.
A livello italiano ha vinto il Campionato italiano per tre volte: nel 1989, 1990 e 1992.
Ha una palestra per arrampicata indoor, la Runout Climbing School, vicino a Biella, ed è tracciatore di gare d'arrampicata, a livello nazionale e internazionale.
Al momento è l unico tracciatore internazionale in attività del panorama italiano. Carriera partita nel 1997 con la Coppa del Mondo di Courmayeur. 
Ha avuto diverse collaborazioni con le Nazionali Italiana Cinese Francese e Spagnola.

## Palmarès

### Coppa del mondo
|      | 1990 | 1991 | 1992 | 1993 | 1994 | 1995 | 1996 | 1997 | 1998 | 1999 | 2000 | 2001 | 2002 | 2003 | 2004 | 2005 |
| ---- | ---- | ---- | ---- | ---- | ---- | ---- | ---- | ---- | ---- | ---- | ---- | ---- | ---- | ---- | ---- | ---- |
| Lead | ?    | 75   |      | 27   |      | 30   | 12   | 29   |      |      | 13   | 17   | 42   | 36   | 41   | 89   |

### Campionato del mondo
|      | 1997 | 1999 | 2001 | 2003 | 2005 |
| ---- | ---- | ---- | ---- | ---- | ---- |
| Lead | 75   |      | 43   | 28   | 49   |

## Falesia

### Lavorato
- 9a/5.14d:
  - Ground Zero - Tetto di Sarre - 2002 - Prima salita[2]
- 8c+/5.14c:
  - SS 26 - Gressoney-Saint-Jean - 2006 - Prima salita[3]
  - Reini's Vibes - Massone - 2001
  - Noia - Andonno - 2001 - Via di Severino Scassa del 1993, che aveva rappresentato il primo 8c+ in Italia[4]
  - L'Avaro - Tetto di Sarre - maggio 1998 - Prima salita.[5] La via è stata salita a vista da Adam Ondra nel 2011, divenendo così la prima via di questo grado salita a vista in Italia.[6]
  - Specialista della pratica on sight colleziona più di 450 vie in questo stile dall 8a all '8b+
  - Tutt 'oggi nel 2023 a 54 anni sale l 8b a vista dal suo primo mondiale assoluto avvenuto il 1 aprile 1990